# Clopotul Țarului

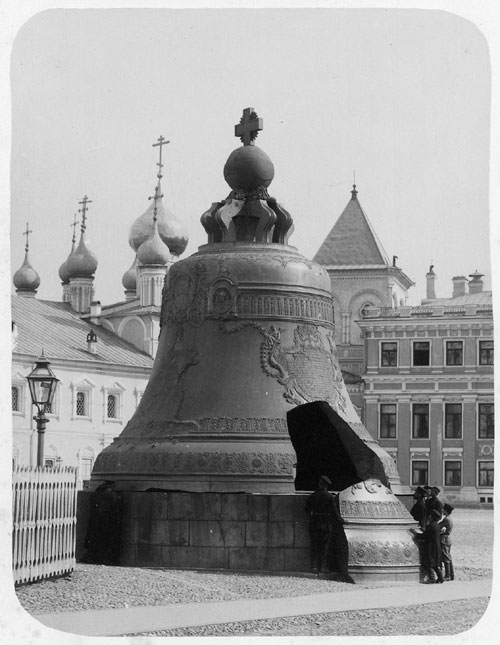
"Clopotul Țarului" în anii 1860

Clopotul Țarului (Rusă: Царь–колокол, Tsar-kolokol) este un clopot uriaș care poate fi întâlnit în Kremlinul din Moscova. Clopotul a fost creat la cererea împărătesei Ana I a Rusiei, nepoata lui Petru cel Mare, pentru a îndeplini visul bunicului său, Alexis I.
Clopotul este în prezent cel mai mare din lume , cântărind 216 tone, având înălțimea de 6,14 m și diametrul de 6,6 m. A fost construit din bronz de către meseriașii Ivan Motorin, fiul său Mihail și încă 200 de oameni în 1733–1735. Ornamentele, portretele și inscripțiile au fost făcute de către V. Kobelev, P. Galkin, P. Koktev, P. Serebriakov și P. Lukovnikov. Clopotul nu a bătut niciodată - în timpul unui incendiu în 1737, o uriașă lespede (11,5 tone) l-a spart în timp ce era încă în groapa de turnare. Șocul termic dintre foc și apa de stingere a fost fatal. În 1836, Clopotul Țarului a fost dezgropat de către arhitectul Auguste Ricard de Montferrand și a fost plasat în locul său de astăzi, lângă Turnul lui Ivan cel Mare. 
Existau, de fapt, încă două clopote cu același nume; primul la începutul secolului al XVII-lea, iar cel de-al doilea în anul 1654. Clopotul Țarului II cântărea în jur de 130 tone și a fost distrus în 1701. Se pare că cele două au fost distruse deoarece se dorea un clopot mult mai mare. 
Pentru un timp, clopotul a fost utilizat drept o capelă, din partea spartă făcându-se ușa. Aparent, s-ar fi vorbit despre ideea de a-l reface.
Conform unui discurs prezentat la un radio public național, câțiva staroveri credeau că în ziua Judecății de Apoi, clopotul se va reface miraculos, va fi ridicat la ceruri și va suna dând semnalul începerii rugăciunilor.
Calificativul „al Țarului” provine dintr-un obicei rus de a numi tot felul de mari realizări, precum Bomba Țarului, cea mai puternică bombă de hidrogen care a explodat, sau precum Tunul Țarului, cel mai mare obuzier construit vreodată. Este totuși pus la îndoială ca sursa acestei denumiri este rusească, deoarece realizările astfel numite sunt aproape inutile sau nu au funcționat niciodată.
Clopotul Țar este un alt obiectiv turistic din Moscova foarte admirat de către turiști. Acesta este cunoscut de către localnici sub mai multe denumiri, precum: Clopotul Imperial și Țar Kolokol al III-lea. Clopotul este așezat lângă Turnul Clopotnița a lui Petru cel Mare Kremlin.
Clopotul Țarului a fost construit la dorința nepoatei lui Petru cel Mare, Împărăteasa Ivanovna Anna, în secolul al XVIII-lea, mai exact în anul 1730 a ordonat să toarne un nou clopot din clopotul distrus Grigoriev sau Clopotul Țarului al II-lea 130 t și cu adaos de metal. Clopotul cântărește aproximativ 200 t (Cupru 84%, staniu 14%, sulf 1%, aur 0.036% (72kg), argint 0.25% (525kg) ) și are o înălțime de 6.24 metri și diametru de 6,6 metri. Datorită greutății și înălțimii sale, acesta a fost inclus de către UNESCO, în anul 2004, în Patrimoniul Mondial. În ciuda faptului că acesta este un clopot, el nu a sunat niciodată, fiind utilizat doar ca și monument, deoarece nu s-au respectat tehnologiile de răcire a metalului la turnare și au apărut 11 crăpături, iar din clopot s-a desprins o bucată de clopot cu greutate de 11,5 tone.
Clopotul rămâne în groapa de turnare pentru 100 ani, de unde e scos pe 17 august 1836, fiind plasat în Kremlin  Pe suprafața lui putem admira un ornament de mulți îngeri, plante, sfinți și imagini din viața nepoatei lui Petru cel Mare și a celui după care i s-a dat numele, Țar Alexei, Imperatorul Rusiei.
Cel mai mare clopot funcțional în Rusia rămâne cel din „Mănăstirea Sfintei Treimi” regiunea Moscova (Троице-Сергиева лавра) – instalat în 2004 de 72 tone. 